# Neothoracaphis quercicola
Neothoracaphis quercicola är en insektsart som först beskrevs av Takahashi, R. 1921.  Neothoracaphis quercicola ingår i släktet Neothoracaphis och familjen långrörsbladlöss. Inga underarter finns listade i Catalogue of Life.